# Crying at the Discoteque
Crying at the Discoteque (englisch für „Weinen in der Diskothek“) ist ein Lied der schwedischen Popband Alcazar. Der Song ist die zweite Singleauskopplung ihres Debütalbums Casino und wurde am 10. April 2000 veröffentlicht. Im Jahr 2001 avancierte das Stück zu einem europaweiten Charterfolg.

## Inhalt
Crying at the Discoteque ist ein Dance-Pop-Song, der zum Tanzen animiert und von der Disco-Zeit der 1970er-Jahre handelt. Alcazar erinnern sich an diese Zeit, die sie als „the golden years“ bezeichnen, und preisen dabei die Musik und den Kleidungsstil der damaligen Ära.

“The golden years, the silver tears

You wore a tie like Richard Gere

I wanna get down, you spin me around

I stand on the borderline

Crying at the discoteque”

## Produktion
Der Song wurde von den Musikproduzenten Alexander Bard, Anders Hansson und Johan S produziert. Dabei verwendeten sie ein Sample des Stücks Spacer des französischen Disco-Projekts Sheila & B. Devotion aus dem Jahr 1979. Somit sind neben Alexander Bard, Anders Hansson, Anders Wollbeck und Michael Goulos auch Nile Rodgers und Bernard Edwards – die Urheber des gesampelten Songs – als Autoren angegeben.

## Musikvideo
Bei dem zu Crying at the Discoteque gedrehten Musikvideo führte Jesper Ganslandt Regie. Es verzeichnet auf YouTube über 47 Millionen Aufrufe (Stand: Mai 2024). Das Video zeigt Alcazar in glitzernden Outfits als Retro-Disco-Band aus den 1970er-Jahren. Sie singen den Song und tanzen dazu vor einem künstlich geschaffenen Bühnenbild, das an ein Ödland oder einen anderen Planeten erinnert. Im Hintergrund tanzen weitere Menschen mit Tiermasken eine Choreografie. Dabei werden auch die vermeintlichen Dreharbeiten gezeigt, bei denen verschiedene Dinge schieflaufen. So kommen sich die Bühnenbildner in die Quere oder die Band widerspricht den Anweisungen des Regisseurs.

## Single

### Covergestaltung
Das Singlecover zeigt Fotos der drei damaligen Alcazar-Mitglieder Annika Kjærgaard, Andreas Lundstedt und Tess Merkel. Oben im Bild befinden sich die weißen Schriftzüge Crying at the Discoteque und By Alcazar, während unten im Bild der Schriftzug Starring Annikafiore Andreas Lundstedt Tess, ebenfalls in Weiß, steht. Der Hintergrund ist komplett schwarz gehalten.

### Titellisten
Single
1. Crying at the Discoteque (Radio Edit) – 3:50
2. Crying at the Discoteque (Extended Version) – 4:58

Maxi
1. Crying at the Discoteque (Radio Edit) – 3:50
2. Crying at the Discoteque (Extended Version) – 4:58
3. Crying at the Discoteque (Illicit Remix) – 7:13
4. Crying at the Discoteque (Mind Trap’s Disco Dub) – 7:57

### Chartplatzierungen
Crying at the Discoteque stieg am 30. Juli 2001 auf Platz 62 in die deutschen Singlecharts ein und erreichte sieben Wochen später mit Rang drei die höchste Position, auf der es sich zwei Wochen halten konnte. Insgesamt hielt es sich 21 Wochen lang in den Top 100, davon acht Wochen in den Top 10. Weitere Top-20-Platzierungen gelangen unter anderem in Italien, Belgien, der Schweiz, im Vereinigten Königreich, in Österreich, Finnland, Australien und Spanien. In den deutschen Single-Jahrescharts 2001 erreichte das Lied Rang 25.
| ChartsChartplatzierungen     | Höchstplatzierung | Wochen |
| ---------------------------- | ----------------- | ------ |
| Deutschland (GfK)            | 3 (21 Wo.)        | 21     |
| Österreich (Ö3)              | 14 (17 Wo.)       | 17     |
| Schweiz (IFPI)               | 7 (35 Wo.)        | 35     |
| Vereinigtes Königreich (OCC) | 13 (11 Wo.)       | 11     |
| Schweden (GLF)               | 29 (8 Wo.)        | 8      |

| ChartsJahrescharts (2001) | Platzierung |
| ------------------------- | ----------- |
| Deutschland (GfK)         | 25          |
| Schweiz (IFPI)            | 37          |

### Verkaufszahlen und Auszeichnungen
Crying at the Discoteque erhielt im Jahr 2001 in Deutschland für mehr als 250.000 Verkäufe eine Goldene Schallplatte.

| Land/Region        | Auszeichnungen für Musikverkäufe (Land/Region, Auszeichnung, Verkäufe) | Verkäufe |
| ------------------ | ---------------------------------------------------------------------- | -------- |
| Belgien (BRMA)     | Gold                                                                   | 25.000   |
| Deutschland (BVMI) | Gold                                                                   | 250.000  |
| Schweiz (IFPI)     | Gold                                                                   | 20.000   |
| Insgesamt          | 3× Gold ·                                                              | 295.000  |